# Fotbalista roku (Dánsko)

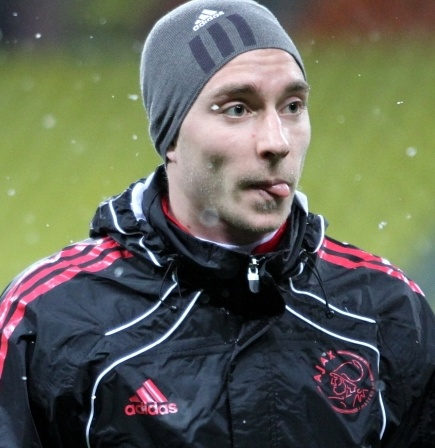
Christian Eriksen, vítěz za rok 2013 (dle Dánského fotbalového svazu).

Ve Dánsku je ocenění Fotbalista roku udělováno hráčsku asociací od roku 1961 (a od roku 1963 každoročně). Do roku 1982 se ale smělo hlasovat jen pro hráče z dánské ligy. Od roku 2006 je také zvlášť uděluje televizní kanál TV2 ve spolupráci s Dánským fotbalovým svazem.  
Od roku 1987 jsou oceňováni i mladí fotbalisté (Talentpris - Mladý hráč roku) a od roku 2000 i nejlepší dánské fotbalistky. 

## Přehled vítězů (muži)

### Hráčská asociace
Zdroj: (hráčská asociace)
| Rok  | Hráč                      | Klub                           |
| ---- | ------------------------- | ------------------------------ |
| 1961 | Harald Nielsen            | Frederikshavn, Bologna         |
| 1963 | Jens Petersen             | Esbjerg fB                     |
| 1964 | Ole Madsen                | Hellerup IK                    |
| 1965 | Kaj Poulsen               | Vejle BK                       |
| 1966 | Leif Nielsen              | BK Frem                        |
| 1967 | Johnny Hansen             | Vejle BK                       |
| 1968 | Henning Munk Jensen       | Aalborg Boldspilklub           |
| 1969 | Allan Michaelsen          | B 1903                         |
| 1970 | Jan Larsen                | AB                             |
| 1971 | Birger Pedersen           | Hvidovre IF                    |
| 1972 | Per Røntved               | Brønshøj BK                    |
| 1973 | Hans Aabech               | Hvidovre IF                    |
| 1974 | Niels-Christian Holmstrøm | Kjøbenhavns Boldklub           |
| 1975 | Henning Munk Jensen       | Aalborg Boldspilklub           |
| 1976 | Flemming Ahlberg          | BK Frem                        |
| 1977 | Allan Hansen              | Odense BK                      |
| 1978 | Ole Kjær                  | Esbjerg fB                     |
| 1979 | Jens Jørn Bertelsen       | Esbjerg fB                     |
| 1980 | Lars Bastrup              | Aarhus GF                      |
| 1981 | Allan Hansen              | Odense BK                      |
| 1982 | Michael Laudrup           | Brøndby IF                     |
| 1983 | Morten Olsen              | RSC Anderlecht                 |
| 1984 | Preben Elkjær Larsen      | Hellas Verona FC               |
| 1985 | Michael Laudrup           | Juventus FC                    |
| 1986 | Morten Olsen              | 1. FC Köln                     |
| 1987 | John Jensen               | Brøndby IF                     |
| 1988 | Lars Olsen                | Brøndby IF                     |
| 1989 | Brian Laudrup             | Brøndby IF, Bayer Uerdingen    |
| 1990 | Peter Schmeichel          | Brøndby IF                     |
| 1991 | Kim Vilfort               | Brøndby IF                     |
| 1992 | Brian Laudrup             | Bayern Mnichov, ACF Fiorentina |
| 1993 | Peter Schmeichel          | Manchester United              |
| 1994 | Thomas Helveg             | Udinese Calcio                 |
| 1995 | Brian Laudrup             | Glasgow Rangers                |
| 1996 | Allan Nielsen             | Brøndby IF, Tottenham Hotspur  |
| 1997 | Brian Laudrup             | Glasgow Rangers                |
| 1998 | Ebbe Sand                 | Brøndby IF                     |
| 1999 | Peter Schmeichel          | Manchester United              |
| 2000 | René Henriksen            | Panathinaikos FC               |
| 2001 | Ebbe Sand                 | Schalke 045                    |
| 2002 | Jon Dahl Tomasson         | Feyenoord, AC Milán            |
| 2003 | Morten Wieghorst          | Brøndby IF                     |
| 2004 | Jon Dahl Tomasson         | AC Milán                       |
| 2005 | Christian Poulsen         | Schalke 04                     |
| 2006 | Christian Poulsen         | Schalke 04, Sevilla FC         |
| 2007 | Daniel Agger              | Liverpool FC                   |
| 2008 | Martin Laursen            | Aston Villa                    |
| 2009 | Simon Kjær                | Palermo SSD                    |
| 2010 | William Kvist             | FC Kodaň                       |
| 2011 | William Kvist             | FC Kodaň, VfB Stuttgart        |
| 2012 | Daniel Agger              | Liverpool FC                   |
| 2013 | Christian Eriksen         | Tottenham Hotspur FC           |
| 2014 | Christian Eriksen         | Tottenham Hotspur FC           |
| 2015 | Christian Eriksen         | Tottenham Hotspur FC           |
| 2016 | Kasper Schmeichel         | Leicester City FC              |
| 2017 | Christian Eriksen         | Tottenham Hotspur FC           |
| 2018 | Christian Eriksen         | Tottenham Hotspur FC           |
| 2019 | Kasper Schmeichel         | Leicester City FC              |
| 2020 | Kasper Schmeichel         | Leicester City FC              |
| 2021 | Simon Kjær                | AC Milán                       |
| 2022 | Pierre-Emile Højbjerg     | Tottenham Hotspur FC           |

### TV 2
Zdroj: (TV2, Dánský fotbalový svaz)
| Rok  | Hráč              | Klub                           |
| ---- | ----------------- | ------------------------------ |
| 2006 | Christian Poulsen | Schalke 04, Sevilla FC         |
| 2007 | Dennis Rommedahl  | Charlton Athletic, AFC Ajax    |
| 2008 | Martin Laursen    | Aston Villa                    |
| 2009 | Nicklas Bendtner  | Arsenal FC                     |
| 2010 | Dennis Rommedahl  | Olympiakos Pireus              |
| 2011 | Christian Eriksen | AFC Ajax                       |
| 2012 | Daniel Agger      | Liverpool FC                   |
| 2013 | Christian Eriksen | AFC Ajax, Tottenham Hotspur FC |
| 2014 | Christian Eriksen | Tottenham Hotspur FC           |
| 2015 | Kasper Schmeichel | Leicester City FC              |
| 2016 | Kasper Schmeichel | Leicester City FC              |
| 2017 | Christian Eriksen | Tottenham Hotspur FC           |
| 2018 | Kasper Schmeichel | Leicester City FC              |
| 2019 | Kasper Schmeichel | Leicester City FC              |

## Přehled vítězů (ženy)
- 2000 Gitte Krogh, OB
- 2001 Christine Bonde, Fortuna Hjørring
- 2002 Heidi Johansen, OB
- 2003 Anne Dot Eggers Nielsen, Skovbakken IK
- 2004 Cathrine Paaske-Sørensen, Brøndby
- 2005 Merete Pedersen, Torres Calcio Femminile
- 2006 Cathrine Paaske-Sørensen, Brøndby
- 2007 Katrine Pedersen, Asker Fotball
- 2008 Mariann Gajhede, Fortuna Hjørring
- 2009 Mia Brogaard, Brøndby
- 2010 Line Røddik Hansen, Tyresö FF
- 2011 Sanne Troelsgaard Nielsen, Skovbakken
- 2012 Theresa Nielsen, Brøndby
- 2013 Katrine Pedersen, Stabæk
- 2014 Simone Boye Sørensen, Brøndby
- 2015 Pernille Harder, Linköpings FC
- 2016 Pernille Harder, Linköpings FC
- 2017 Pernille Harder, VfL Wolfsburg]
- 2018 Pernille Harder, VfL Wolfsburg
- 2019 Pernille Harder, VfL Wolfsburg
- 2020 Pernille Harder, VfL Wolfsburg, FC Chelsea
- 2021 Signe Bruunová, Lyon
- 2022 Stine Ballisager Pedersen, Vålerenga